# 藤乃葵
藤乃葵（日语：／ Fujino Aoi，1998年9月29日—），日本寫真偶像。於石川縣出身。

## 生平
藤乃葵在2020年7月出道成為寫真偶像，出道作為同年11月27日發表的《w.a.l.k!》，當中部分場景在沙灘取景，並收錄了她身穿泳衣的樣子。這部作品及後成為DMM.com2020年度最為暢銷的偶像印象影片。9月5日至6日期間，她成為了攝影活動「近代麻雀泳衣祭 2020in 川越水上公園」的模特兒。
2021年1月，藤乃葵贏得「日本IV大獎」新人獎。之後在2月20日發表寫真作品《充滿着胸部的愛意》（胸いっぱいの愛を），它的取景地為沖繩縣。觀眾能從中觀賞以身穿比基尼和校服的姿態登場的藤乃。5月，她發表了寫真DVD《乳色魅力》（ミルキー・グラマー），當中她所扮演的角色為办公室女职员。邁那比新聞（マイナビニュース）形容她的I罩杯乳房在這部作品「有着强烈的存在感」。8月16日，藤乃成為了《EX大眾》的封面女郎，內頁亦有刊登她的寫真。同月27日，她的寫真DVD《i for you》正式發行，它有部分場景在東京都取景，並收錄了她穿着女僕裝和校園泳裝的身姿。次月她出席這部作品的發售紀念活動，並成為《週刊YOUNG JUMP》的封面女郎。到了11月，她除了在《週刊Playboy》亮相之外，亦推出了寫真DVD《葵的吐息》（あおいの吐息）。
從2022年大概10月開始，她的身體健康狀況明顯走下坡，因右耳聽力出現問題，使她驚覺而去看了耳鼻喉科，11月又到腦神經外科、口腔外科做檢查，診斷結果為咽旁間隙腫瘤，且很可能是惡性的。2023年1月6日開始住院，同一天接受檢查手術。同月的27日，她被診斷出患有罕見的橫紋肌肉瘤，須盡早用抗癌藥物治療。1月31日開始治療，預計至少要進行一整年。
2024年8月10日，藤乃葵在當天舉行的偶像交換卡片發售活動中復出，預計在9月22日的東京泳裝攝影會正式回歸。

## 外部連結
- 藤乃葵的X（前Twitter）
- 藤乃葵的Instagram帳戶